# 上の湯温泉

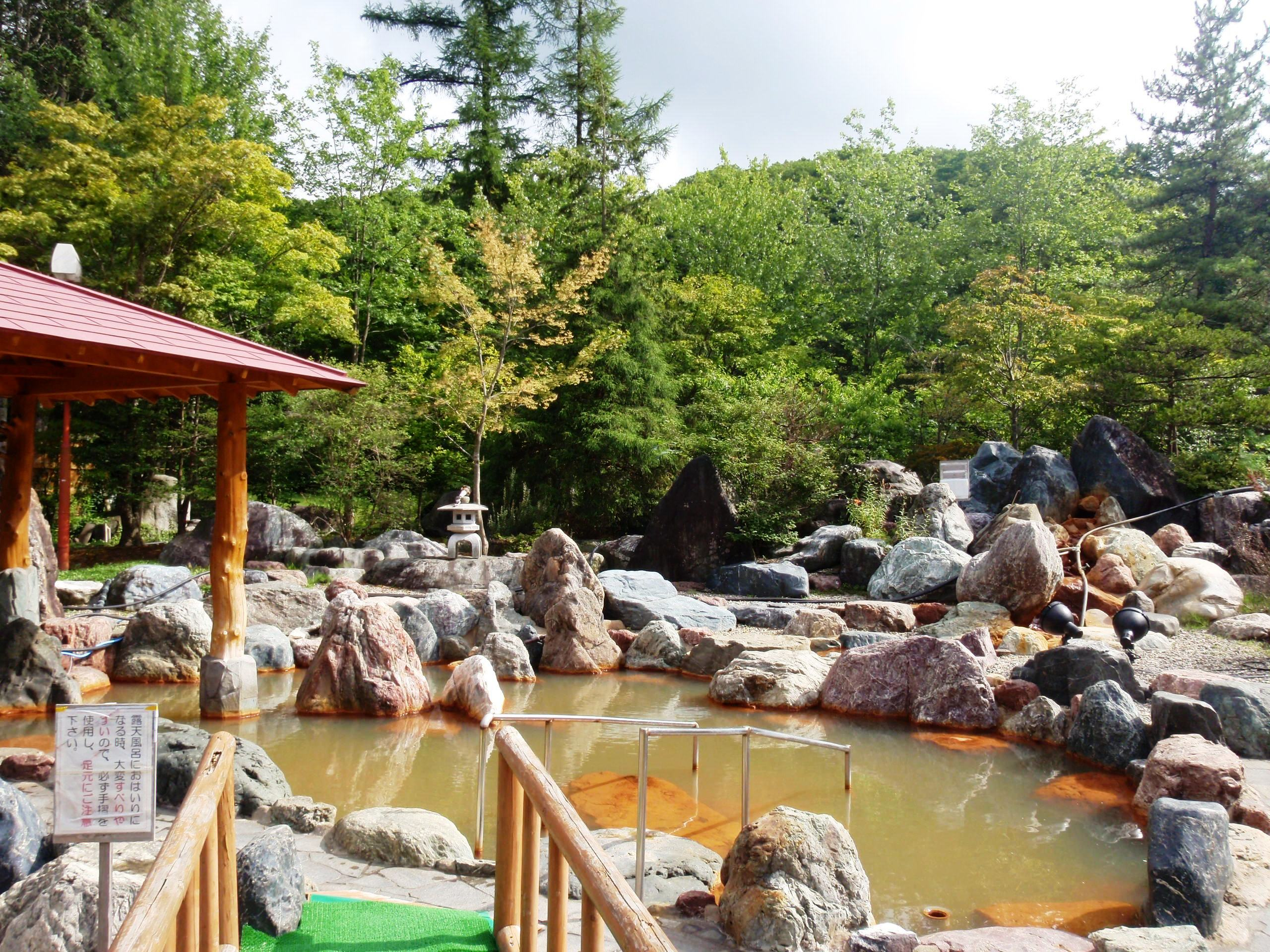
清龍園露天風呂

上の湯温泉（かみのゆおんせん）とは、北海道二海郡八雲町上の湯にある温泉である。

## 泉質
- ナトリウム-塩化物・炭酸水素塩泉などなど

## 温泉街
「温泉旅館銀婚湯」と、「パシフィック温泉ホテル 清龍園」の2軒がある。共に日帰り入浴可能。
温泉旅館銀婚湯
日本秘湯を守る会会員の旅館である。5つの源泉井を持ち、男女別の内湯・露天風呂、および貸切の野天風呂が存在する。貸切野天風呂は広い敷地内に5つの風呂が点在しているが宿泊者専用である。一部加水掛け流し方式。
パシフィック温泉ホテル 清龍園
男女別の内湯と露天風呂、サウナがある。源泉温度が98℃と高いため、加水掛け流し方式。同じ経営者の民宿もあり、こちらに宿泊の場合も清龍園の温泉施設を利用できる。

## 歴史
上の湯温泉の泉源は落部川の中州にあり、古くからその存在が知られていて、箱館戦争で旧幕府軍が使用した記録もある。「温泉旅館銀婚湯」が開湯したのは、大正14年5月10日で、この日がちょうど大正天皇の銀婚の記念日にあたることから、「銀婚湯」と命名した。

## アクセス
- 国道5号線沿いの落部郵便局の交差点を山側に北海道道67号八雲厚沢部線経由で約10キロ先。
- 函館市街より約1時間半。
- JR北海道函館本線八雲駅より約40分。